# Herbert Müller (Politiker, 1900)

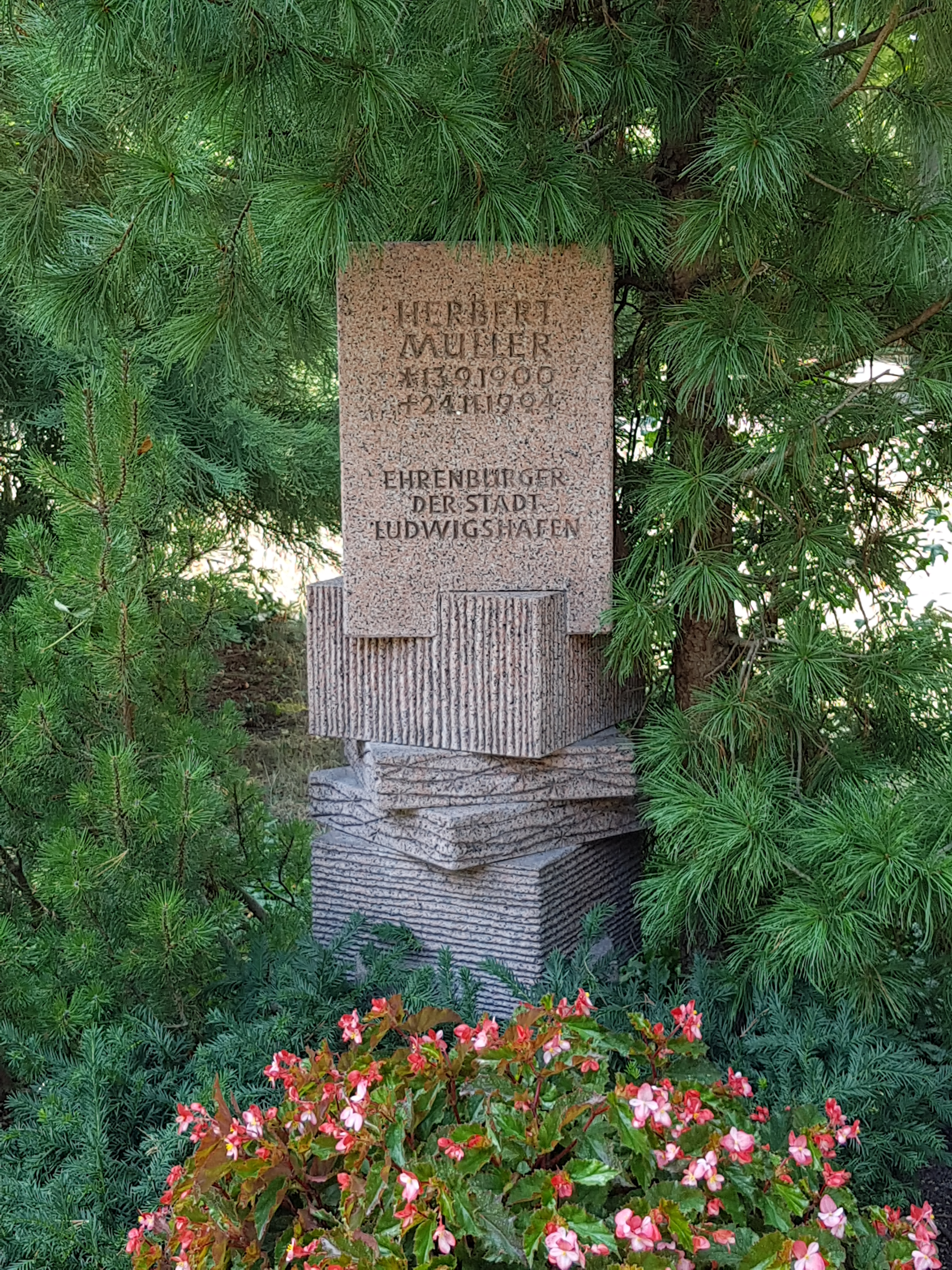
Grabdenkmal auf dem Ludwigshafener Hauptfriedhof

Herbert Müller (* 13. September 1900 in Ludwigshafen am Rhein; † 24. November 1994 ebenda) war ein deutscher Widerstandskämpfer gegen den Nationalsozialismus und Politiker.

## Leben
Müller war gelernter Schriftsetzer. Bereits während seiner Lehrzeit wurde er Mitglied des sozialistischen Jugendverbands und 1917 deren Ortsvorsitzender in Ludwigshafen am Rhein. 1918 wurde er Mitbegründer der Freien Sozialistischen Jugend in der Pfalz und 1919 Mitglied der KPD, deren Ortsvorsitzender er 1923 wurde. 1928 wurde er in den Bayerischen Landtag gewählt, gleichzeitig wurde er Organisationsleiter des Bezirks Pfalz der KPD sowie 1929 Mitglied des Stadtrats in Ludwigshafen am Rhein, 1932 wurde er Organisationsleiter des neugebildeten Bezirks Baden-Pfalz.
Die Nationalsozialisten verhafteten ihn am 2. Mai 1933 und hielten ihn bis 1935 im KZ Dachau gefangen. Anschließend war er im Widerstand tätig, ehe er 1936 über Frankreich nach Spanien flüchtete. Im spanischen Bürgerkrieg war er Offizier der Internationalen Brigaden. 1938 kehrte er nach Frankreich zurück und kümmerte sich um die Betreuung internierter Kämpfer der Republikanischen Spanischen Armee. 1939 wurde er selbst kurzzeitig interniert und 1940 zum Wehrdienst in der französischen Armee rekrutiert.
Nach dem Einmarsch der Wehrmacht in Südfrankreich musste er 1943 in den Untergrund gehen. Er beteiligte sich am Komitee Freies Deutschland für den Westen (KDFW frz. Comité „Allemagne libre“ pour l’Ouest, CALPO) und wurde Präsident der Region Toulouse. Im April 1944 unterzeichnete er für die KDFW ein Abkommen mit der von Charles de Gaulle geleiteten Widerstandsbewegung CFLN, durch das die Komitee Freies Deutschland für den Westen (KDFW frz. CALPO) offiziell als Teil der Résistance anerkannt wurde. Anfang 1945 wurde er Mitglied der KPD-Abschnittsleitung West.
Nach dem Zweiten Weltkrieg war er von 1945 bis 1947 Redakteur bei der Rheinpfalz. Gesellschafter der Neuen Pfälzer Post war er von 1966 bis 1981.
1945 wurde er KPD-Vorsitzender der Pfalz, ein Jahr später von Hessen-Pfalz und 1947 von Rheinland-Pfalz. 1946 wurde er erneut in den Stadtrat von Ludwigshafen am Rhein gewählt, dem er bis 1969 angehörte und in dem er bis 1949 Fraktionsvorsitzender der KPD war. 1946 wurde er Mitglied der Beratenden Landesversammlung im neugebildeten Bundesland Rheinland-Pfalz und von 1947 bis 1971 gehörte er dem rheinland-pfälzischen Landtag an. Dort war er zunächst Fraktionsvorsitzender der KPD, wurde aber auf Druck des Landesvorsitzenden 1948 abgesetzt, nachdem die Fraktion den Sozialdemokraten Jakob Steffan bei der Wahl zum stellvertretenden Ministerpräsidenten unterstützt hatte. Nach weiteren Vorwürfen trat er 1949 in die SPD ein und war von 1950 bis 1966 Geschäftsführer des SPD-Unterbezirks Ludwigshafen.
Seine letzte Ruhestätte fand Müller auf dem Ludwigshafener Hauptfriedhof.

## Ehrungen
- Großes Bundesverdienstkreuz (18. Mai 1965)[1]
- Ehrenbürger von Ludwigshafen (1983)
- Freiherr-vom-Stein-Plakette (1969)[2]
- Benennung des Platzes vor seinem Wohnhaus am Eingang zum Ebertpark  (1995)